# Super Goal! 2
Super Goal! 2, conosciuto in Giappone come Takeda Nobuhiro no Super Cup Soccer (武田修宏のスーパーカップサッカー?) è un videogioco sportivo incentrato sul calcio prodotto dalla Jaleco nel 1993 per la piattaforma Super Nintendo Entertainment System.

## Modalità di gioco
Super Goal! 2 presenta tre modalità di gioco: "Super Cup", "Exhibition" e "P.K. mode". Una volta entrato nella schermata principale, il giocatore dovrà scegliere una delle tre modalità e iniziare a giocare con una delle 38 squadre presenti nel videogame.

### Super Cup
Nella modalità Super Cup, le 38 squadre del torneo, organizzate in sei gironi all'italiana da quattro di esse, si affronteranno a vicenda per la vittoria della Super Cup. Il giocatore dovrà scegliere una squadra che dovrà giocare contro le altre del suo girone. La vittoria vale 2 punti, il pareggio 1 e la sconfitta 0. Le prime due squadre hanno accesso sicuro agli ottavi di finale, mentre solo in particolari condizioni viene ammessa la terza. Dopo la fase a gironi e con i successivi ottavi di finale l'eventuale pareggio farà proseguire la partita ai tempi supplementari e, in seguito, ai calci di rigore. Prima di ogni partita, il giocatore potrà scegliere quali regole ammettere durante il match e quali no come i falli, il retropassaggio e il fuorigioco e in seguito dovrà effettuare il lancio della moneta, per decidere se prendere la palla o una metà campo. Una volta vinta la Super Cup, scorrerà una serie di immagini che mostrerà la squadra vincitrice e i gol segnati dai giocatori.

### Exhibition
La seconda modalità di gioco consiste in una partita amichevole tra due squadre scelte dal giocatore. A sua volta si può dividere in giocatore singolo, multigiocatore, multigiocatore contro il computer o una sfida tra due CPU. Anche stavolta comparirà la schermata che permetterà al giocatore di modificare le regole, ma con molte più scelte: potrà decidere la durata della partita, se giocare in casa e se attivare i tempi supplementari. Apparirà in seguito un'altra schermata che chiederà al giocatore quale stadio scegliere. La scelta comprende il Milan Stadium, un campo d'erba come quello presente nella Super Cup, il Tokyo Stadium, costituito da un campo di terra, il Rainbow Stadium, uno campo d'erba bagnata e lo Snowman Stadium, un campo ricoperto di neve. Il giocatore potrà scegliere, sempre nella stessa schermata, quale pallone utilizzare tra sei tipi di colore diverso. Come nella Super Cup, dopo il lancio della moneta il giocatore potrà scegliere quale formazione utilizzare, quali giocatori schierare e potrà decidere se comandare lui stesso il portiere o se metterlo in modalità automatico.

### P.K. mode
La P.K. Mode (Penalty Kicks, calci di rigore) è una sfida ai tiri di rigore tra il giocatore e computer, multigiocatore, multigiocatore contro CPU o CPU contro CPU. Il giocatore dovrà scegliere la squadra da utilizzare e quella da affrontare. Nei tiri di rigore, il giocatore comanderà uno dei calciatori che tireranno e il portiere che dovrà parare il rigore. È una modalità principalmente per allenare i riflessi del giocatore nel parare in occasioni di rigori nella Super Cup o nell'Exhibition.

## Modalità di gioco
Ogni squadra dispone di 11 giocatori e di 5 sostituzioni. Il giocatore può decidere se far giocare le sostituzioni fin dall'inizio della partita, se dopo l'intervallo tra i due tempi o se uno dei titolari rimane infortunato. In genere, le sostituzioni sono più deboli dei titolari. In tutte le modalità tranne che nella P.K. mode sono presenti cinque tipologie di tiro e di passaggio:
- Il tiro piatto: un tiro forte dalla traiettoria dritta, è possibile ottenerlo premendo il tasto B. Viene spesso utilizzato per finalizzare un'azione d'attacco.
- Il passaggio: un passaggio ad un compagno di squadra, il tasto del passaggio è Y mentre per cambiare il compagno ricevente bisogna premere R.
- Il Pallonetto: è un tiro di media potenza effettuabile dopo la rincorsa di un giocatore. Per ottenerlo occorre premere il tasto A. Solitamente viene utilizzato nei calci di punizione di breve distanza dalla porta poiché è capace di scavalcare la barriera.
- Il Cross: il tiro di maggiore altezza e lunghezza. Si ottiene premendo il tasto X. È spesso usato nelle rimesse dal fondo e nei calci d'angolo.
- Il passaggio filtrante: ha le stesse caratteristiche di un passaggio ma può essere inviato da qualsiasi punto, indipendentemente se occupato da un compagno di squadra o meno. È un passaggio rapido e di breve lunghezza che permette a un giocatore di scattare in attacco. Può anche essere usato per tirare a porta vuota senza caricare il tiro a differenza del tiro piatto e del pallonetto. Si può ottenere premendo il tasto A.

Tali tasti possono effettuare in aria un'acrobazia come un colpo di testa o una rovesciata in maniera simile ai corrispondenti tiri. È possibile modificare la traiettoria di un tiro dandogli una curvatura a effetto rendendolo quindi più insidioso premendo le freccette direzionali a seconda dell'intenzione del giocatore. Nelle azioni difensive gli stessi tasti utilizzati quando si possiede la palla si possono usare per sottrarre il pallone all'avversario. Esse sono:
- La scivolata: una scivolata a danno dell'avversario che lo butta a terra. Talvolta è punita con un'ammonizione o con un'espulsione. È possibile ottenerla premendo il tasto B in direzione del giocatore avversario.
- Il tackle: avviene quando il giocatore attacca l'avversario senza farlo cadere a terra. Non è mai punito ma non danneggia il giocatore avversario, rendendolo ancora attivo. Si ottiene premendo il tasto A
- La gomitata: il giocatore che la usa fa sì che il calciatore comandato da lui dia una gomitata all'avversario inseguito facendolo cadere a terra. È difficile da eseguire perché bisogna trovarsi in corrispondenza perfetta con l'avversario e talvolta è punita con il cartellino giallo o rosso. Si può usare premendo il tasto X o il tasto Y.

Qualsiasi intervento scorretto di un giocatore verso il suo avversario è punito con un cartellino dall'arbitro. Un giocatore che procura un infortunio al suo avversario è sempre punito con il cartellino rosso.
Per quanto riguarda il portiere, esso è sempre controllato dalla CPU tranne che nei rinvii, i quali dovrà effettuare il giocatore. Solo in caso di rigore il giocatore può comandarlo, ma prima di ogni partita, il giocatore può decidere se utilizzare personalmente il portiere. Come nei rigori, il portiere può effettuare tre parate:
- Il tuffo lento: è la parata più utilizzata dalla CPU. Consiste in un lento tuffo e di scarsa lunghezza per prendere la palla. Si effettua premendo il tasto X e una freccetta laterale.
- Il tuffo rapido: è una parata di scatto, capace di percorrere tutta la lunghezza della porta. Si può ottenere premendo il tasto B e una freccetta laterale.
- Il salto: avviene quando il portiere salta per prendere la palla. Non cambia il tipo a seconda del tasto. Si può usare premendo sia X che B è la freccetta di sopra.

Nei casi in cui le mani del portiere non sono perfettamente allineate con la palla, questa sarà solamente respinta. Se la palla arriva all'altezza dei piedi, il portiere la devierà con questi ultimi dietro di sé. In certi casi può essere utile l'uso personale del portiere, poiché può uscire dai pali in caso di cross avversario, ma occorrono buoni riflessi per poterlo utilizzare senza subire gol.
Una particolarità di questo videogioco è che, mettendo un giocatore davanti ad un portiere che sta per effettuare un calcio di rinvio, questo potrà colpire di testa la palla verso la porta segnando.

## Squadre
Le squadre presenti nel videogioco, come già detto, sono 38. Nella modalità Exhibition sono disposte in ordine di forza con un indice di qualità per attaccanti, centrocampisti, difensori e per il portiere come elencato qui di seguito in voti espressi in decimi per ciascuna caratteristica.
| Squadre | Att. | Cc. | Dif. | Por. |
| ------- | ---- | --- | ---- | ---- |
| BEL     | 10   | 10  | 10   | 10   |
| GER     | 10   | 10  | 10   | 10   |
| AFG     | 10   | 10  | 10   | 10   |
| MEX     | 9½   | 9   | 8½   | 9½   |
| USA     | 8½   | 9½  | 8½   | 10   |
| ENG     | 9½   | 7½  | 10   | 7½   |
| ITA     | 7½   | 10  | 9    | 7½   |
| ARG     | 8    | 9   | 7    | 8½   |
| HOL     | 8    | 7   | 7½   | 7    |
| BRA     | 8½   | 8½  | 6½   | 7½   |
| FRA     | 7    | 7   | 8    | 8½   |
| DEN     | 8½   | 6½  | 7½   | 8    |
| NOR     | 9    | 8½  | 5½   | 6½   |
| CMR     | 7    | 6½  | 4    | 9    |
| GHA     | 7    | 6½  | 4    | 9    |
| ESP     | 6    | 6   | 6    | 7    |
| URU     | 6½   | 6½  | 6    | 6    |
| SWE     | 6    | 8   | 6    | 5    |
| RUS     | 5    | 6   | 3½   | 9    |
| POR     | 5½   | 5   | 6½   | 5    |
| KOR     | 5    | 5   | 5    | 6    |
| JPN     | 3½   | 5   | 5    | 6½   |
| WAL     | 4½   | 4   | 4½   | 6½   |
| IRL     | 4    | 4½  | 3½   | 6½   |
| GRE     | 4    | 4½  | 4½   | 6    |
| LAT     | 3½   | 5½  | 4    | 5½   |

### Rose
Solo elencate qui di seguito le rose delle squadre presenti nel gioco. I giocatori sono fittizi, e i loro nomi sono pressoché inesistenti nella lingua del loro paese, tranne in alcuni casi. Si può anche notare una traccia di comicità nei loro cognomi.
 Germania:
Portiere
- Kloss

Difensori
- Lamz - Kinger - Dorner - Luther

Centrocampisti
- Weiss - Brahms - Dahmen

Attaccanti
- Becks - Bach - Klaus

Sostituzioni
- Koch - Schmio - Heizer - Beahm - Hardt

 Messico:
Portiere
- Nunez

Difensori
- Rico - Tilde - Jorge - Ene

Centrocampisti
- Macho - Volare - Pronto

Attaccanti
- Baje - Lopez - Guapo

Sostituzioni
- Pinada - Gusto - Bello - Tarajo - Gullo

 Stati Uniti:
Portiere
- Sislow

Difensori
- Herman - Prokop - Jones - Pettit

Centrocampisti
- Payton - Jordan - Twain

Attaccanti
- Dolman - Scott - Grant

Sostituzioni
- Paxson - Perdue - Pippen - Tucker - King

 Belgio:
Portiere
- Predom

Difensori
- Bodart - Demol - Grun - Albert

Centrocampisti
- Marjel - Voort - Vanemm

Attaccanti
- Whalen - Boffin - Versav

Sostituzioni
- Scifo - Degise - Nilis - Vanrab - Fedyk

 Afghanistan:
Portiere
- Lagru

Difensori
- Kafgt - Hlepgı - Cfgtru - Agtuo

Centrocampisti
- Jagjy - Qgbcey - Sfegt - Lpefgt

Attaccanti
- Kagtop - Jbvekp - Zcebrt

Sostituzioni
- Qfgby - Ladety - Pafeg - Lcenmk - Zfebt

 Inghilterra:
Portiere
- Leftly

Difensori
- Adams - Weller - Hardy - Malcom

Centrocampisti
- Cleese - Harps - Bass

Attaccanti
- Norris - Donne - Woolf

Sostituzioni
- Lyly - Brown - Benton - Farris - Fawkes

 Italia:
Portiere
- Boro

Difensori
- Valeni - Giani - Pizzo - Ralli

Centrocampisti
- Rosati - Serpe - Yula

Attaccanti
- Tedese - Teresa - Canti

Sostituzioni
- Alto - Basso - Bianch - Facoli - Derosa

 Argentina:
Portiere
- Evita

Difensori
- Perone - Lito - Rage - Porze

Centrocampisti
- Llama - Amza - Torpa

Attaccanti
- Orjo - Pinala - Irbex

Sostituzioni
- Qatal - Pago - Hatta - Allaya - Porge

 Olanda:
Portiere
- Vandyk

Difensori
- Biro - Hule - Hoek - Madsen

Centrocampisti
- Morden - Turner - Busse

Attaccanti
- Fester - Dewit - Helsin

Sostituzioni
- Wek - Teheur - Helm - Ries - Tuulip

 Brasile:
Portiere
- Lima

Difensori
- Pizaro - Sama - Ixtapa - Zorro

Centrocampisti
- Ayala - Villa - Qatal

Attaccanti
- Ona - Flora - Fauna

Sostituzioni
- Angora - Allure - Nina - Solla - Tibo

 Francia:
Portiere
- Milieu

Difensori
- Camus - Sartre - Molier - Gaston

Centrocampisti
- Garcon - Pascal - Cartes

Attaccanti
- Lepee - Coeur - Maigne

Sostituzioni
- Merde - Lecole - Dupont - Camile - Eiffel

 Danimarca:
Portiere
- Daas

Difensori
- Miech - Olsen - Niels - Jensen

Centrocampisti
- Larsen - Molby - Maazen

Attaccanti
- Doulen - Naasek - Adrup

Sostituzioni
- Rabise - Vilfot - Chriso - Skulaf - Roonas

 Norvegia:
Portiere
- Grodas

Difensori
- Thors - Brats - Pedsen - Ahlsen

Centrocampisti
- Loken - Inge - Bohnen

Attaccanti
- Lyders - Bjorn - Lonhrd

Sostituzioni
- Bergen - Ingrid - Bjenge - Vahrd - Voort

 Camerun:
Portiere
- Umbaba

Difensori
- Darada - Frajle - Mbutu - Bhutan

Centrocampisti
- Unguay - Zhado - Mladay

Attaccanti
- Romo - Odo - Puddas

Sostituzioni
- Bhutai - Uhuru - Ohobo - Dhindo - Rabbo

 Ghana:
'Portiere
- Lgeuıo

Difensori
- Jogryu - Dgejku - Fbvae - Pafger

Centrocampisti
- Lajtrv - Agejk - Oafegt

Attaccanti
- Lgbm - Dge - Kladbe

Sostituzioni
- Pagelb - Acbgt - Opgjy - Dhedcx - Zkafe

 Spagna:
Portiere
- Lopez

Difensori
- Primo - Llamo - Puto - Mino

Centrocampisti
- Santez - Tojeno - Gazzo

Attaccanti
- Diablo - Rinez - Ibiza

Sostituzioni
- Equis - Taca - Polazo - Gorto - Troga

 Uruguay:
Portiere
- Ghana

Difensori
- Rhodes - Zambe - Sobbo - Boko

Centrocampisti
- Mbala - Yalabo - Umbo

Attaccanti
- Dhoko - Oskol - Ebabok

Sostituzioni
- Ghoto - Raban - Lolbal - Yilgha - Rilaba

 Svezia:
Portiere
- Nsso

Difensori
- Skulss - Ulval - Haakon - Olay

Centrocampisti
- Burnet - Einar - Leif

Attaccanti
- Njail - Faskog - Urses

Sostituzioni
- Odins - Grende - Frika - Bjork - Loki

 Russia:
Portiere
- Tolsto

Difensori
- Dostev - Rostov - Golgot - Rachma

Centrocampisti
- Ninoff - Kinsky - Dmitri

Attaccanti
- Levin - Obsky - Shenka

Sostituzioni
- Karnin - Vronsk - Barysh - Nikov - Lenin

 Portogallo:
Portiere
- Cristo

Difensori
- Pheco - Lombe - Devaca - Carmo

Centrocampisti
- Oreida - Rajo - Zacca

Attaccanti
- Zuma - Ozica - Stucco

Sostituzioni
- Zina - Pinta - Maria - Cabeza - Tonto

 Corea del Sud:
Portiere
- Shin

Difensori
- Kim - Kam - Chang - Park

Centrocampisti
- Hur - Lee - Nam

Attaccanti
- Byung - Sung - Min

Sostituzioni
- Pok - Tung - Lin - Lau - Sang

 Giappone:
Portiere
- Saito

Difensori
- Hori - Yamoto - Komura - Tojo

Centrocampisti
- Tone - Mukai - Kosawa

Attaccanti
- Kaneko - Arai - Ikawa

Sostituzioni
- Ohata - Suzuki - Tanaka - Mori - Dozo

 Galles:
Portiere
- Smythe

Difensori
- Jones - Newton - Poole - Foote

Centrocampisti
- Neil - Benton - Henry

Attaccanti
- Powell - Rand - Davis

Sostituzioni
- Palmer - Wells - Rupert - Donald - Arnold

 Irlanda:
Portiere
- Orawe

Difensori
- Yeats - Kilian - Keilei - Beam

Centrocampisti
- Doohan - Dooley - Connor

Attaccanti
- Teal - Fein - Dewers

Sostituzioni
- Bouggh - Hunt - Byrne - Walker - McTeal

 Grecia:
Portiere
- Ditros

Difensori
- Pappas - Minos - Apollo - Hera

Centrocampisti
- Pan - Hermes - Cronos

Attaccanti
- Miknos - Orion - Orpeus

Sostituzioni
- Takeus - Hades - Homer - Plato - Socres

 Lettonia:
Portiere
- Harame

Difensori
- Przybl - Bekski - Pczali - Droste

Centrocampisti
- Kryske - Sczman - Rabows

Attaccanti
- Tzysko - Mayzly - Bowzky

Sostituzioni
- Yannik - Welszk - Mskyl - Tiskyz - Krysky